# Angajare

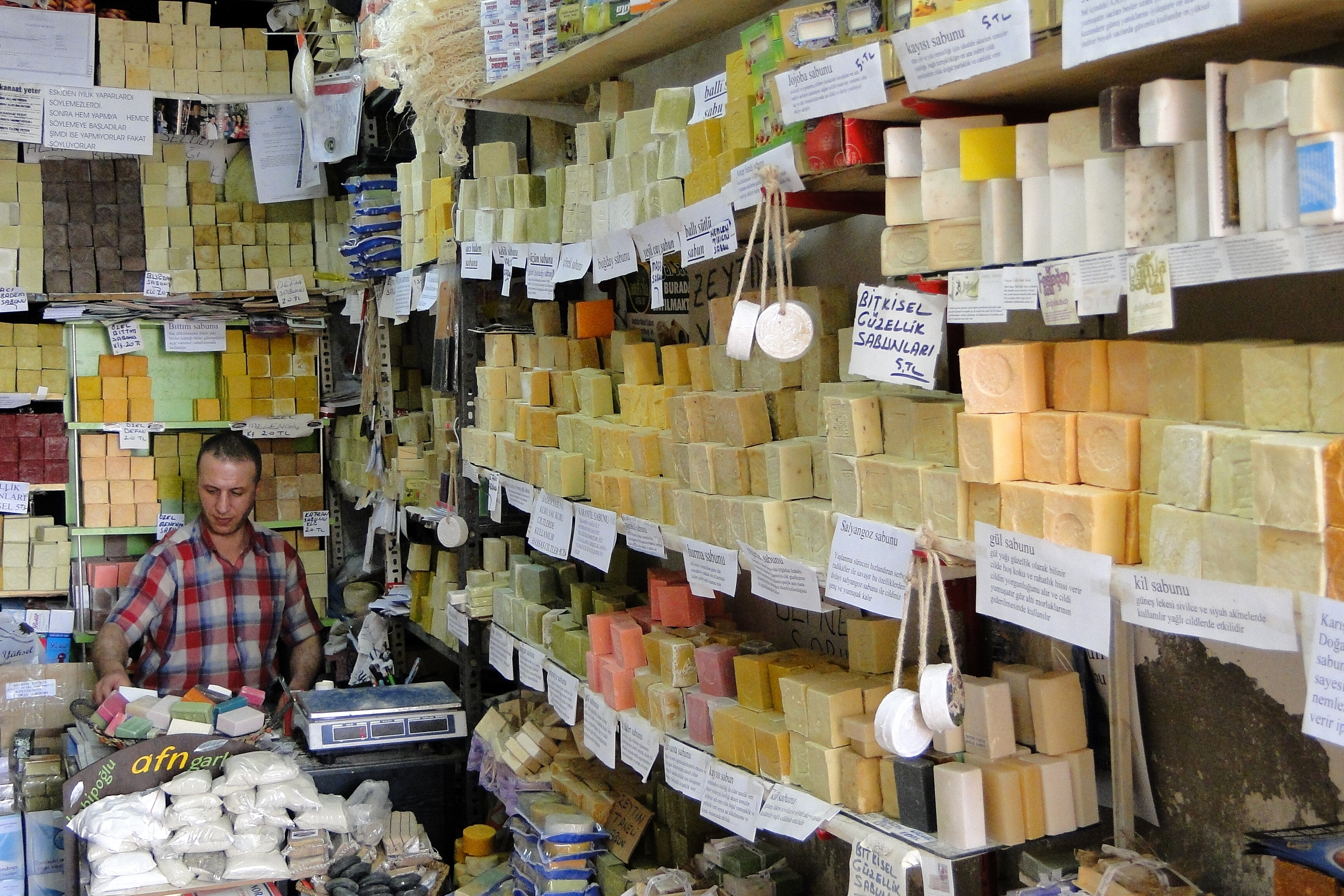
Vânzător într-un magazin din Turcia

Angajarea salariată (retribuită prin salariu) reprezintă rolul social ocupațional (muncă) efectuat în temeiul unui contract formal (oficial) sau faptic, individual sau colectiv, pentru care se primește o remunerație (salariu). Lucrătorul contractat se numește angajat iar persoana contractantă se numește angajator.
Într-un sens mai larg, termenul angajare (a mâinii de lucru salariate) este folosit ca antonim al conceptului șomaj și desemnează toată acea activitate care generează un venit monetar sau, și mai general, generează un profit (o rentă). Aici se include, pe lângă activitatea lucrătorului salariat, și activitatea lucrătorului independent și, în general, activitatea efectuată de către populația activă care desfășoară respectiva activitate (munca) pentru a obține un beneficiu economic. În majoritatea statisticilor sunt contabilizați ca populație activă și acei membri ai unităților economice familiare care participă la actul de producție. Dezbaterile asupra acestor concepte și categorii, conduce la susținerea că munca în sectorul domestic face de asemenea parte, din activitățile de muncă, și că ar trebui recunoscută valoarea economică pe care o generează.
Rata de ocupare sau rata ocupării forței de muncă reprezintă procentul numărului de persoane ocupate, în raport cu populația cu vârstă legală de muncă. În contrast, rata persoanelor active reprezintă procentul numărului de persoane angajate (ocupate) raportat la populația activă. Această populație activă este compusă din toți aceia care au un loc de muncă + toți aceia care nu au, dar își au manifestată dorința de a avea. Prin urmare, populația activă este întotdeauna mai mică decât populația cu vârstă legală de muncă, existând întotdeauna un grup de persoane care întrunesc vârsta și condiția necesară pentru a obține o angajare, un loc de muncă dar nu angajarea este ceea ce își doresc.

## Munca formală și munca informală
Se numește "muncă (ocupație) formală", acea activitate care este formalizată prin intermediul celebrării unui contract de muncă între lucrător și angajator, și care se ajustează la cerințele legii. 
Pe de altă parte, "muncă (ocupație) informală" îsi face apariția în sectoarele economice unde nu se exercită un suficient control fiscal și un suficient control ocupațional, și cuprinde activitatea de muncă a lucrătorilor independenți, precum și pe cea a vânzătorilor ambulanți, care nu au o licență (o autorizație), precum și tot ceea ce înseamnă "munca la negru". Acest tip de muncă, în cele mai multe cazuri, este prost plătită și are tendința de a oferi condiții de muncă precare. În plus, cum nu contează cu o protecție juridică adecvată pentru relațiile de muncă, lasă lucrătorii fără nici o indemnizație în caz de concediere abuzivă, fără dreptul la prestația de șomaj și fără drept de pensie.
Munca (ocupația) informală este larg răspândită în țarilor în curs de dezvoltare (60% din totalul lucrătorilor în 2009, potrivit unui studiu efectuat de Organizația Internațională a Muncii), țări a căror structură economică nu reușește să ofere ocupație unor segmente mari ale populației apte de muncă, lansându-i pe cei care nu au loc de muncă formal in brațele efectuării unei serii de mici activități economice în zona de servicii, meșteșuguri, construcții, comerț stradal și alte domenii de activitate productivă. 
În țările dezvoltate există de asemenea, economie informală, dar aici se înglobează în conceptul de Economie subterană (care economie include si activitățile ilegale). Această economie subterană reprezintă între 10 și 30% din PIB-ul țărilor din Uniunea Europeană.